# Mario Pepe (politico 1941)
Mario Pepe (San Giorgio del Sannio, 14 gennaio 1941) è un politico italiano.

## Biografia
Comincia la sua attività politica nella Democrazia Cristiana, dove alle elezioni regionali in Campania del 1985 viene eletto consigliere nelle liste della Democrazia Cristiana in provincia di Benevento, venendo riconfermato alle regionali del 1990.
Nel 1994, in seguito allo scioglimento della DC, aderisce al rinato Partito Popolare Italiano (PPI) di Mino Martinazzoli, e alle elezioni politiche del 27 marzo viene candidato alla Camera dei Deputati, nella circoscrizione Campania 2, nel collegio uninominale di Ariano Irpino sostenuto dal Patto per l'Italia (in quota PPI), venendo eletto deputato della XII Legislatura.
Alle successive elezioni politiche del 1996 è ricandidato alla Camera dei Deputati, sempre nel collegio uninominale di Ariano Irpino sostenuto da L'Ulivo (in quota PPI), venendo rieletto deputato della XIII Legislatura.
Alle elezioni politiche del 2001 viene ricandidato per la terza volta alla Camera dei Deputati nel collegio uninominale di Ariano Irpino sostenuto nuovamente da L'Ulivo (in quota La Margherita, una lista elettorale centrista con Francesco Rutelli a capo, alla quale aderì il PPI), venendo tuttavia sconfitto dalla candidata della Casa delle Libertà Erminia Mazzoni e non venendo dunque rieletto in Parlamento.
Nel 2002 con lo scioglimento del Partito Popolare Italiano, confluisce ne La Margherita come partito, con Rinnovamento Italiano di Lamberto Dini e I Democratici di Arturo Parisi.
Alle elezioni regionali in Campania del 2005 si candida per la carica di consigliere regionale nelle liste della Margherita, classificandosi primo con circa 10.000 preferenze, ma non venendo tuttavia eletto in quanto l'unico seggio per la coalizione di centro-sinistra in provincia di Benevento spetta all'UDEUR.
Alle elezioni politiche del 2006 è ricandidato alla Camera dei Deputati, nella circoscrizione Campania 2, nelle liste de L'Ulivo (in undicesima posizione, in quota Margherita), risultando tuttavia il primo dei non eletti.
Nel 2007 con lo scioglimento de La Margherita, confluisce nel Partito Democratico.
Alle elezioni politiche del 2008 è nuovamente ricandidato alla Camera dei Deputati, nella circoscrizione Campania 2, nelle liste del Partito Democratico, venendo rieletto deputato della XVI Legislatura, ritornando dunque in Parlamento.
Alle elezioni politiche del 2013 non si ricandida in Parlamento.
Nel 2014 abbandona il Partito Democratico ed aderisce al Centro Democratico di Bruno Tabacci.
Alle elezioni comunali in Campania del 2016 viene eletto sindaco (già sindaco anche dal 1973 al 1980) di San Giorgio del Sannio sostenuto dalla lista civica di centro-sinistra "Cambiare-Rinnovare-Rinascere" fino al 4 ottobre 2021.